# Moldaviska köket

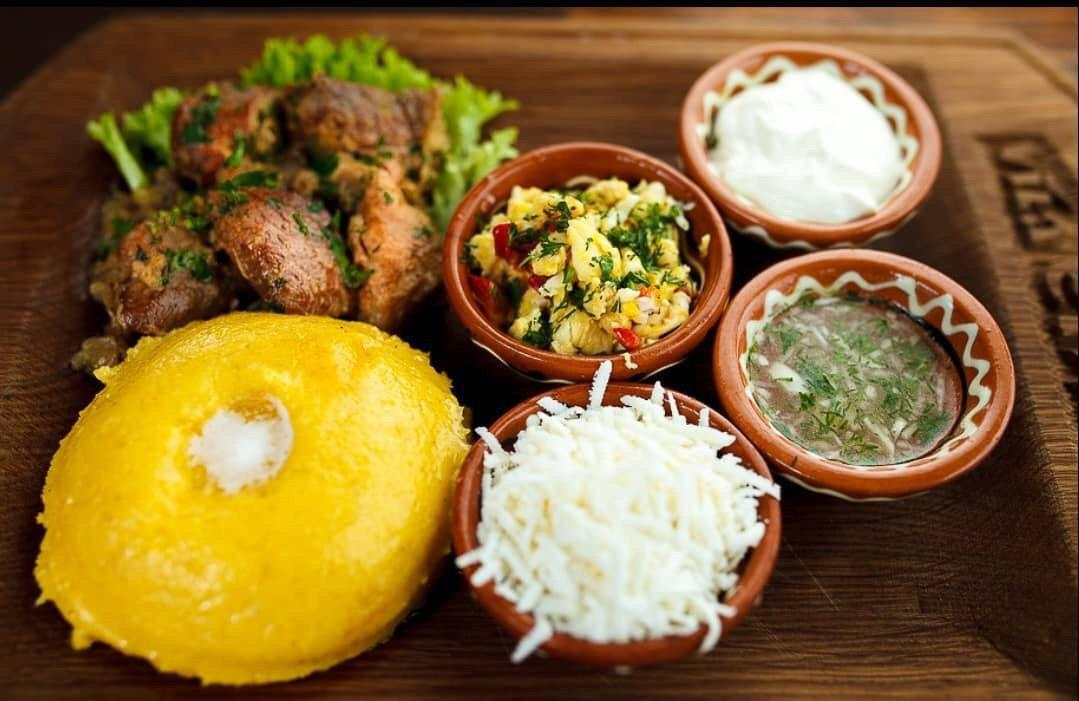
Mămăligă.

Moldaviska köket är de matvanor som utövas av moldavier. Köket består mestadels av traditionella europeiska maträtter, såsom nötkött, fläskkött, potatis, vitkål och ett antal olika sädesslag. Moldaviens bördiga svartjord producerar många vindruvor, frukter, grönsaker, sädesslag, kött och mjölkprodukter, vilka alla används i landets kök. Den bördiga svartjorden kombinerat med användandet av traditionella agrikulturella metoder tillåter odling av ett antal olika ekologiskt rena livsmedel i Moldavien.
Köket liknar det kök som finns i den andra halvan av det historiska Moldavien, som numer är en del av Rumänien. Det har haft en stor påverkan på de traditionella maträtterna från andra nationaliteter i regionen, medan man har hämtat vanor från de ukrainska, bulgariska, gagauziska, litauiska, ryska, turkiska och grekiska köken.

## Maträtter

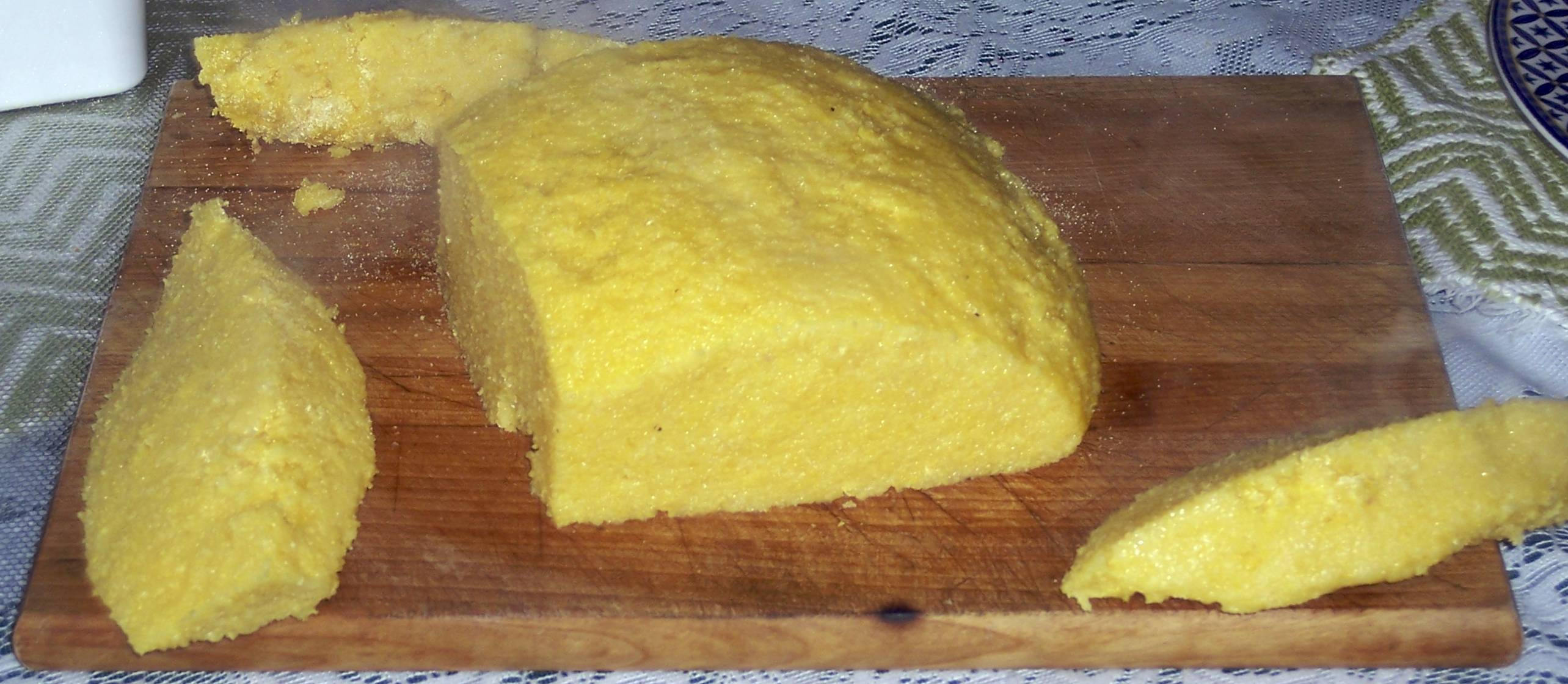
Mămăligă

En välkänd rätt från Moldavien, som kommer från området kring Moldavien och Rumänien, är mămăligă, ett majsmjölmos eller gröt. Rätten är en stapelmaträtt med liknelser till bröd, som serveras tillsammans med grytor och kötträtter eller garneras med cottage cheese, gräddfil, svål och liknande. Lokala viner serveras till de flesta maträtter. Moldavien kombinerar traditionellt olika grönsaker, såsom tomater, paprika, äggplanta, vitkål, bönor, lök, vitlök, purjolök och så vidare. Grönsaker används i sallader och såser, ugnsbakas, stuvas, ångas, läggs in, saltas eller marineras. Kycklingsoppa och kött-borstj är väldigt populära. Rostat och grillat fläskkött, köttbullar av nötkött och lammgrytor är vanliga. Kött och fisk marineras ofta och grillas därpå.
Dolmar (det vill säga vitkålblad fyllda med köttfärs) är populära att äta under lov, såväl som nudlar med kyckling. Under loven serveras ofta även bakverk, tårtor, bullar, med många olika fyllningar, och så vidare. I olika regioner är minoriteternas matvanor dominerande. I öster äter ukrainare borstj, i söder äter bulgarier mangea (sås med kyckling), medan gagauzer äter shorpa, en fårsoppa. Köttfylld klimp är populära i ryska områden, då kallat pelmeni.

## Drycker
Drycker utan alkohol är bland andra ångade fruktkompotter och juice. Populära alkoholiska drycker är divin (moldavisk brandy), vodka och lokala viner. I vintillverkningen används europeiska vindruvsorter, däribland sauvignon, cabernet och myscat med flera. Inhemska moldaviska sorter kan vara fetească och rara neagră.
Mousserande viner har en speciell plats i köket. Landet producerar stora mängder klassiska viner och rosa mousserande viner, såväl som röda som ursprungligen introducerades i landet. De mest kända mousserande vinerna är de som görs i Cricova.